# Husby socken
För andra betydelser, se Husby socken (olika betydelser).
Husby socken ligger i södra Dalarna, uppgick 1967 i Hedemora stad och området ingår sedan 1971 i Hedemora kommun och motsvarar från 2016 Husby distrikt.
Socknens areal är 424,10 kvadratkilometer, varav 370,90 land. År 2020 fanns här 3 222 invånare. Orterna Långshyttan och Stjärnsund samt tätorten och kyrkbyn Husby med sockenkyrkan Husby kyrka ligger i socknen. 

## Administrativ historik
Husby socken har medeltida ursprung. 1 maj 1909 utbröts Stjärnsunds församling som sedan återgick 1940.
Vid kommunreformen 1862 övergick socknens ansvar för de kyrkliga frågorna till Husby församling och för de borgerliga frågorna till Husby landskommun. Landskommunen uppgick 1967 i Hedemora stad som 1971 ombildades till Hedemora kommun. Församlingen uppgick 2018 i Hedemora, Husby och Garpenbergs församling.
1 januari 2016 inrättades distriktet Husby, med samma omfattning som församlingen hade 1999/2000.
Socknen har tillhört fögderier, tingslag och domsagor enligt vad som beskrivs i artikeln Dalarna. De indelta soldaterna tillhörde Dalregementet och Livkompaniet.

## Geografi

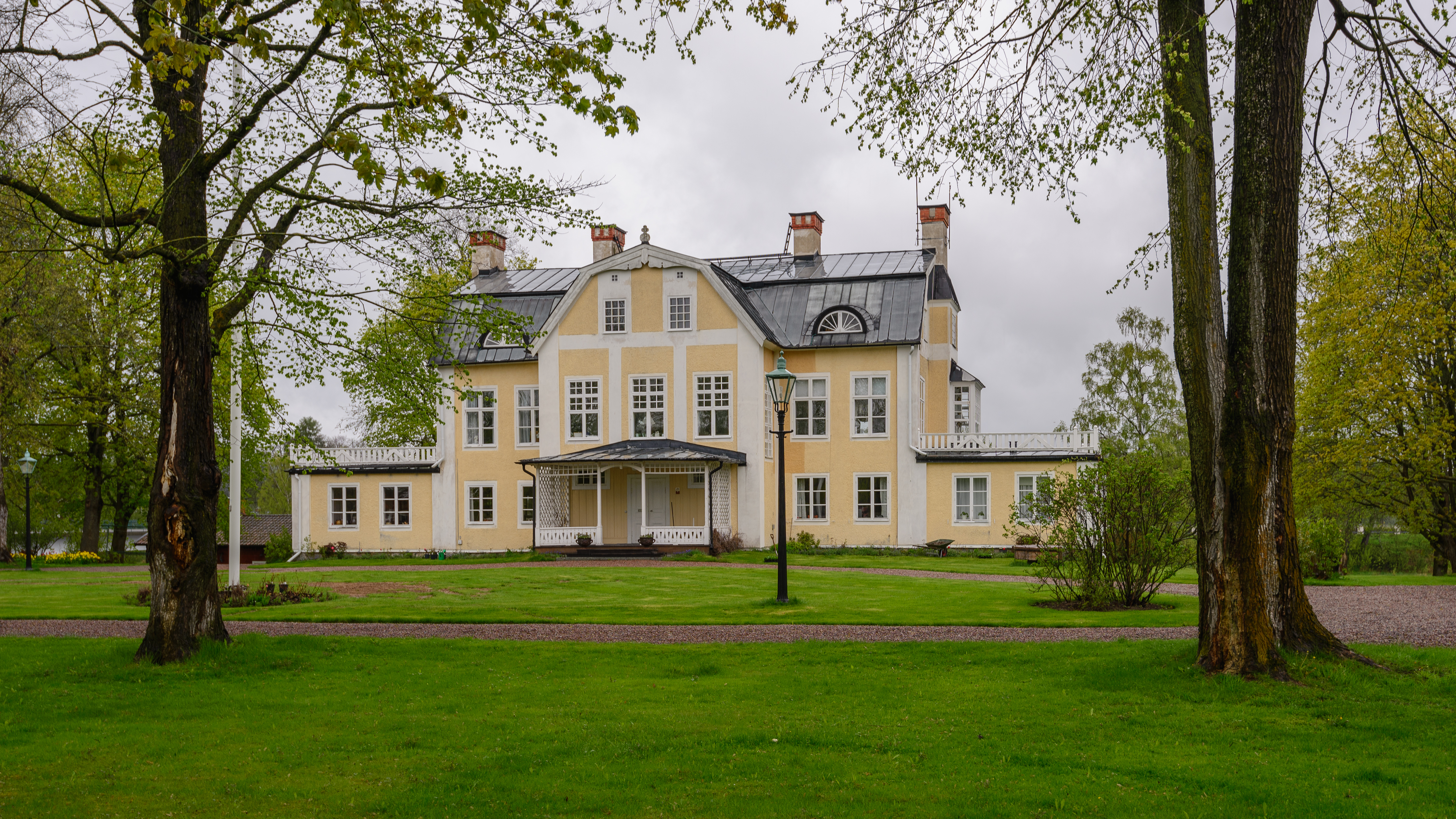
Husby kungsgård.

Husby socken ligger nordost om Hedemora kring Dalälven och sjöarna Amungen, Häglingen, Grycken och Flinesjön.  Socknen har odlingsbygd i älvdalen och vid sjöarna och är i övrigt en sjörik höglänt skogsbygd.
Länsväg 270 går genom socknen i nord-sydlig riktning och i norr korsas socknen av E16 samt av järnvägen Hofors-Falun.
Ruinen efter Gudsberga kloster ligger i byn Kloster. Här finns också Näs kungsgård, Husby kungsgård och gränsröset Skuruhäll. Norra delen av socknen är gammal bergslag med järnbruk i Långshyttan och Stjärnsund.

## Fornlämningar
Boplatser från stenåldern är funna, liksom gravrösen och gravhögar från järnåldern. På cirka 45 platser har man funnit spår efter så kallad lågteknisk järnhantering. Denna bedrevs tidigast på yngre järnåldern. Medeltiden utmärks genom fynd av 15 hyttplatser. Såväl den nämnda järnhanteringen som hyttorna har varit av betydelse för den nuvarande bygdens framväxt och utveckling.

## Namnet
År 1347 skrevs viþ husæby kirkio. Detta namn är ett vanligt namn på kungsgårdar, som hörde till Uppsala öd. Själva namnet kommer av pluralis av ordet hus med tillägg av by = gård. Själva betydelsen lär vara ungefär "gården med många byggnader".

## Befolkningsutveckling
| Befolkningsutvecklingen i Husby socken 1750–2020 | Befolkningsutvecklingen i Husby socken 1750–2020 | Befolkningsutvecklingen i Husby socken 1750–2020 | Befolkningsutvecklingen i Husby socken 1750–2020 | Befolkningsutvecklingen i Husby socken 1750–2020 |
| --- | ------------------------------------------------ | ------------------------------------------------ | ------------------------------------------------ | ------------------------------------------------ |
| |                                                  |                                                  |                                                  |                                                  |
| År |                                                  |                                                  | Folkmängd                                        |                                                  |
| 1750 | 1750                                             |                                                  | 3 310                                            |                                                  |
| 1760 | 1760                                             |                                                  | 3 439                                            |                                                  |
| 1769 | 1769                                             |                                                  | 3 611                                            |                                                  |
| 1780 | 1780                                             |                                                  | 3 645                                            |                                                  |
| 1790 | 1790                                             |                                                  | 3 707                                            |                                                  |
| 1800 | 1800                                             |                                                  | 3 913                                            |                                                  |
| 1810 | 1810                                             |                                                  | 3 859                                            |                                                  |
| 1820 | 1820                                             |                                                  | 4 146                                            |                                                  |
| 1830 | 1830                                             |                                                  | 4 381                                            |                                                  |
| 1840 | 1840                                             |                                                  | 4 593                                            |                                                  |
| 1850 | 1850                                             |                                                  | 5 063                                            |                                                  |
| 1860 | 1860                                             |                                                  | 5 428                                            |                                                  |
| 1870 | 1870                                             |                                                  | 5 715                                            |                                                  |
| 1880 | 1880                                             |                                                  | 5 979                                            |                                                  |
| 1890 | 1890                                             |                                                  | 5 606                                            |                                                  |
| 1900 | 1900                                             |                                                  | 5 440                                            |                                                  |
| 1910 | 1910                                             |                                                  | 5 617                                            |                                                  |
| 1920 | 1920                                             |                                                  | 6 754                                            |                                                  |
| 1930 | 1930                                             |                                                  | 6 203                                            |                                                  |
| 1940 | 1940                                             |                                                  | 6 343                                            |                                                  |
| 1950 | 1950                                             |                                                  | 5 983                                            |                                                  |
| 1960 | 1960                                             |                                                  | 5 561                                            |                                                  |
| 1970 | 1970                                             |                                                  | 4 520                                            |                                                  |
| 1980 | 1980                                             |                                                  | 4 384                                            |                                                  |
| 1990 | 1990                                             |                                                  | 4 085                                            |                                                  |
| 2010 | 2010                                             |                                                  | 3 367                                            |                                                  |
| 2020 | 2020                                             |                                                  | 3 222                                            |                                                  |
| Anm: Källor: Umeå universitet - Tabellverket 1749-1859, Demografiska databasen, CEDAR, Umeå universitet, Befolkning per församling, Folkmängden per distrikt, landskap, landsdel eller riket efter kön. År 2015 - 2022. |                                                  |                                                  |                                                  |                                                  |